# Thereva misellus
Thereva misellus är en tvåvingeart som först beskrevs av Walker 1835.  Thereva misellus ingår i släktet Thereva och familjen stilettflugor. Inga underarter finns listade i Catalogue of Life.